# Eparchie zlatoustská
Eparchie Zlatoust je eparchie ruské pravoslavné církve nacházející se v Rusku.

## Území a titul biskupa
Zahrnuje správní hranice území městských okruhů Zlatoust, Trjochgornyj a Usť-Katav, také Ašinského, Katav-Ivanovského, Kusinského a Satkinského rajónu Čeljabinské oblasti.
Eparchiálnímu biskupovi náleží titul biskup zlatoustský a satkinský.

## Historie
V dubnu roku 1915 podal ufský biskup Andrej (Uchtomskij) žádost Svatému synodu o zřízení vikariátu v rámci eparchie. Dne 30. března 1916 Svatý synod oznámil, že uznává potřebu zřízení katedry biskupského vikáře a poskytuje 3 tisíce rublů, avšak do Únorové revoluce nebyly finance přiděleny. Prvním biskupem se stal archimandrita Nikolaj (Ipatov).
Sídlem biskupa Nikolaje se stal Uspenský monastýr v Ufě. Bydlištěm biskupa byl ufijský biskupský dům. Brzy byl úřady Uspenský monastýr zrušen a přeměněn na družstvo Svet, který se stal následně koncentračním táborem. Nejpozději na jaře 1918 se jeho sídlem stal ufijský biskupský dům.
V listopadu 1922 arcibiskup Andrej (Uchtomskij) zahájil dočasnou autokefalitu ufijské eparchie, a to do té doby než bude obnovena legitimní nejvyšší církevní autorita (respektive ta která neuznává renovacionismus). Arcibiskup Andrej přidělil také vikariátu Zlatoust samostatný status, tedy ve skutečnosti šlo o vytvoření polosamostatné eparchie.
Dne 27. prosince 1928 bylo rozhodnutím patriarchálního zástupce locum tenens metropolity Sergija (Stragorodského) a Prozatímního patriarchálního Svatého synodu ustanoveno přesunutí zlatoustského vikariátu do Sverdlovské církevní oblasti.
V polovině 30. let byl vikariát (eparchie) zrušen. Jeho území bylo  převedeno do čeljabinské eparchie. Se zrušením čeljabinské eparchie přešlo území do omské eparchie. Od podzimu roku 1943 až do obnovení čeljabinské eparchie, náleželo území současné zlatoustské eparchie sverdlovské eparchii.
Dne 27. prosince 2016 byla Svatým synodem zřízena eparchie zlatoustská a to oddělením území z čeljabinské eparchie. Stala se součástí čeljabinské metropole.

## Seznam biskupů

### Zlatoustský vikariát ufijské eparchie
- 1917–1923 Nikolaj (Ipatov)
- 1924–1927 Nikolaj (Ipatov)
- 1927–1928 Pavel (Vveděnskij)
- 1928–1928 Simeon (Michajlov)

### Zlatoustský vikariát sverdlovské eparchie
- 1928–1931 Simeon (Michajlov)
- 1931–1932 Alexandr (Rajevskij)
- 1932–1934 Kiprian (Komarovskij)
- 1934–1934 Varlaam (Kozulja)
- 1934–1937 Georgij (Anisimov)

### Zlatoustská eparchie
- 2017–2023 Vikentij (Brylejev)
- 2023–2025 Petr (Dmitrijev)